# Piletocera tenebrosalis
Piletocera tenebrosalis là một loài bướm đêm trong họ Crambidae.